# Мы владеем этим городом
«Мы владеем этим городом» (англ. We Own This City) — американский мини-сериал канала HBO в жанре криминальной драмы, основанный на одноимённой книге Джастина Фентона. Премьера мини-сериала состоялась 25 апреля 2022 года на канале HBO.

## Сюжет
Мини-сериал повествует о взлёте и падении отдела по контролю за оружием Департамента полиции Балтимора (Gun Trace Task Force), включая обвинения его сотрудников в коррупции. В центре сюжета — история сержанта Уэйна Дженкинса, одного из восьми офицеров, получивших обвинения в коррупции с 2018 по 2019 год. Повествование является нелинейным, включая многочисленые флешбэки.

## В ролях
- Джон Бернтал — Уэйн Дженкинс, сержант группы по отслеживанию оружия полиции Балтимора
- Вунми Моссаку — Николь Стил, прокурор отдела гражданских прав департамента юстиции
- Джейми Хектор[англ.] — Шон М. Сьютер, детектив по расследованию убийств полиции Балтимора
- Маккинли Белчер III[англ.] — Момоду «Джи Мани» Гондо, ветеран полиции и член группы по отслеживанию оружия полиции Балтимора
- Даррелл Бритт-Гибсон[англ.] — Джемелл Райам, офицер группы по отслеживанию оружия полиции Балтимора
- Джош Чарльз — Дэниел Херсл, офицер группы по отслеживанию оружия полиции Балтимора
- Дагмара Доминчик — Эрика Дженсен, агент ФБР
- Роб Браун[англ.] — Морис Уорд, офицер группы по отслеживанию оружия полиции Балтимора, работающий в штатском
- Дон Харви — Джон Сиераки, офицер полиции, работающий в группе по расследованию коррупции совместно с ФБР
- Дэвид Коренсуэт — Дэвид Макдугалл, следователь группы по борьбе с наркотиками
- Ларри Митчелл — Скотт Килпатрик, следователь группы по борьбе с наркотиками
- Иан Дафф — Ахмед Джексон, бывший судебный адвокат департамента юстиции, работающий в отделе гражданских прав
- Делейни Уильямс[англ.] — Кевин Дейвис, комиссар полиции Балтимора
- Лукас ван Энген — Лео Уайз, федеральный прокурор
- Трит Уильямс — Брайан Граблер, бывший детектив полиции Балтимора, работающий в полицейской академии
- Габриель Картерис — Андреа Смит, руководитель группы по борьбе с наркотиками и организованной преступностью
- Трей Чейни — Гордон Хок, новичок в группе по борьбе с наркотиками
- Доменик Ломбардоцци — Стивен Брейди, президент профсоюза полицейских Балтимора
- Таддеус Стрит — Джеймс Отис, ремонтный рабочий по обслуживанию кондиционеров в Балтиморе
- Джермейн Кроуфорд — Джакуан Диксон, молодой патрульный полиции Балтимора
- Нейтан Корбетт — Тарик Туре, активист
- Клэнтон, Крис[англ.] — Брайан Хейрстон, офицер полиции Балтимора

## Эпизоды
| № | Название                      | Режиссёр              | Автор сценария                 | Дата премьеры  | Зрители в США (млн) |
| - | ----------------------------- | --------------------- | ------------------------------ | -------------- | ------------------- |
| 1 | «Часть первая» «Part One»     | Рейнальдо Маркус Грин | Джордж Пелеканос, Дэвид Саймон | 25 апреля 2022 | 0,188               |
| 2 | «Часть вторая» «Part Two»     | Рейнальдо Маркус Грин | Эд Бернс, Уильям Ф. Зорзи      | 2 мая 2022     | 0,167               |
| 3 | «Часть третья» «Part Three»   | Рейнальдо Маркус Грин | Дуайт Уоткинс                  | 9 мая 2022     | 0,185               |
| 4 | «Часть четвёртая» «Part Four» | Рейнальдо Маркус Грин | Уильям Ф. Зорзи, Эд Бернс      | 16 мая 2022    | 0,159               |
| 5 | «Часть пятая» «Part Five»     | Рейнальдо Маркус Грин | Джордж Пелеканос               | 23 мая 2022    | 0,208               |
| 6 | «Часть шестая» «Part Six»     | Рейнальдо Маркус Грин | Дэвид Саймон                   | 30 мая 2022    | 0,198               |

## Производство

### Разработка
В марте 2021 года компания HBO заказала производство шестисерийного мини-сериала, основанного на книге «Мы владеем этим городом: Реальная история преступлений, полицейских и коррупции» журналиста-расследователя газеты The Baltimore Sun Джастина Фентона. Сценаристами телеадаптации стали Дэвид Саймон и Джордж Пелеканос.

### Съёмки
В мае 2021 года стало известно, что режиссёром мини-сериала станет Рейналдо Маркус Грин. Съёмки начались в июле 2021 года в Балтиморе. В сентябре 2021 года съёмки были приостановлены на неделю из-за заболевания COVID-19 в съёмочной бригаде.

### Подбор актёров
В мае 2021 года стало известно, что главные роли в мини-сериале исполнят Джон Бернтал, Джош Чарльз и Джейми Хектор. В июне к актёрскому составу присоединились Даррелл Бритт-Гибсон, Роб Браун, Маккинли Белчер III, Вунми Моссаку и Ларри Митчелл. В августе 2021 года стало известно, что в мини-сериале также снимутся Дагмара Доминчик, Дон Харви, Делейни Уильямс, Дэвид Коренсуэт, Иан Дафф, Лукас ван Энген, Габриель Картерис, Трит Уильямс и Доменик Ломбардоцци. В следующем месяце на роли второго плана были утверждены Таддеус Стрит, Трей Чейни, Крис Клэнтон, Джермейн Кроуфорд и Нейтан Корбетт.

## Оценки критиков
На сайте-агрегаторе Rotten Tomatoes рейтинг мини-сериала составляет 92 % на основании 38 рецензий критиков со средней оценкой 8,4 из 10 и обладает «сертификатом свежести» (англ. Certified Fresh). «Консенсус критиков» сформулирован так: «Наследник „Прослушки“ с ещё более пессимистическим взглядом на правоохранительные органы, „Мы владеем этим городом“ умело исследует скомпрометированных людей, создавая целостную картину системной коррупции».
На сайте-агрегаторе Metacritic рейтинг мини-сериала составляет 84 балла из 100 возможных на основании 22 рецензий критиков (что означает «всеобщее признание») и обладает сертификатом «обязательно к просмотру».